# Sikkelcipres
De sikkelcipres (Cryptomeria japonica) is een conifeer uit de cipresfamilie (Cupressaceae). De boom is endemisch in Japan  en wordt reeds lange tijd gecultiveerd in China. Het is de enige soort in het geslacht Cryptomeria, een zogeheten monotypisch geslacht.
De boom wordt in Japan 'sugi' genoemd.
In gematigde streken wordt de boom als sierboom aangeplant. Er zijn verschillende cultivars ontwikkeld.

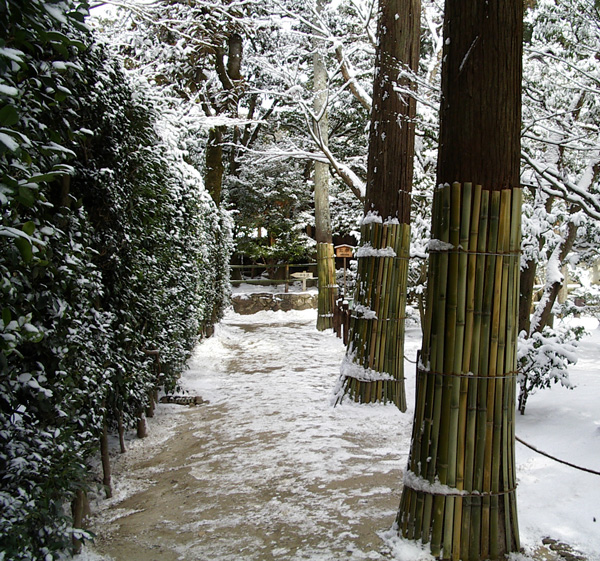
Bamboebescherming in de Ginkakuji tempel in Kyoto in Japan
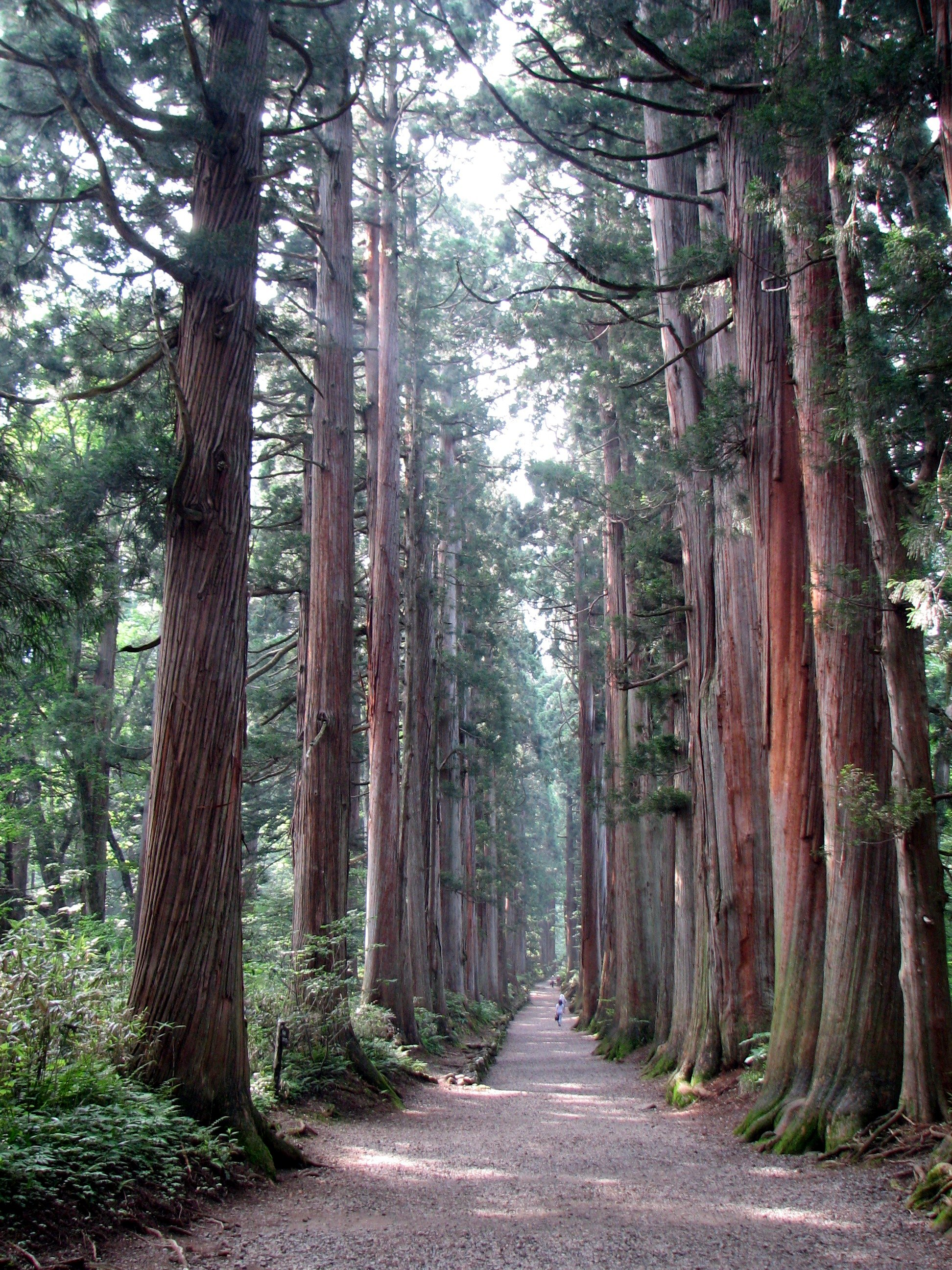
Dreef met bomen in Nagano in Japan
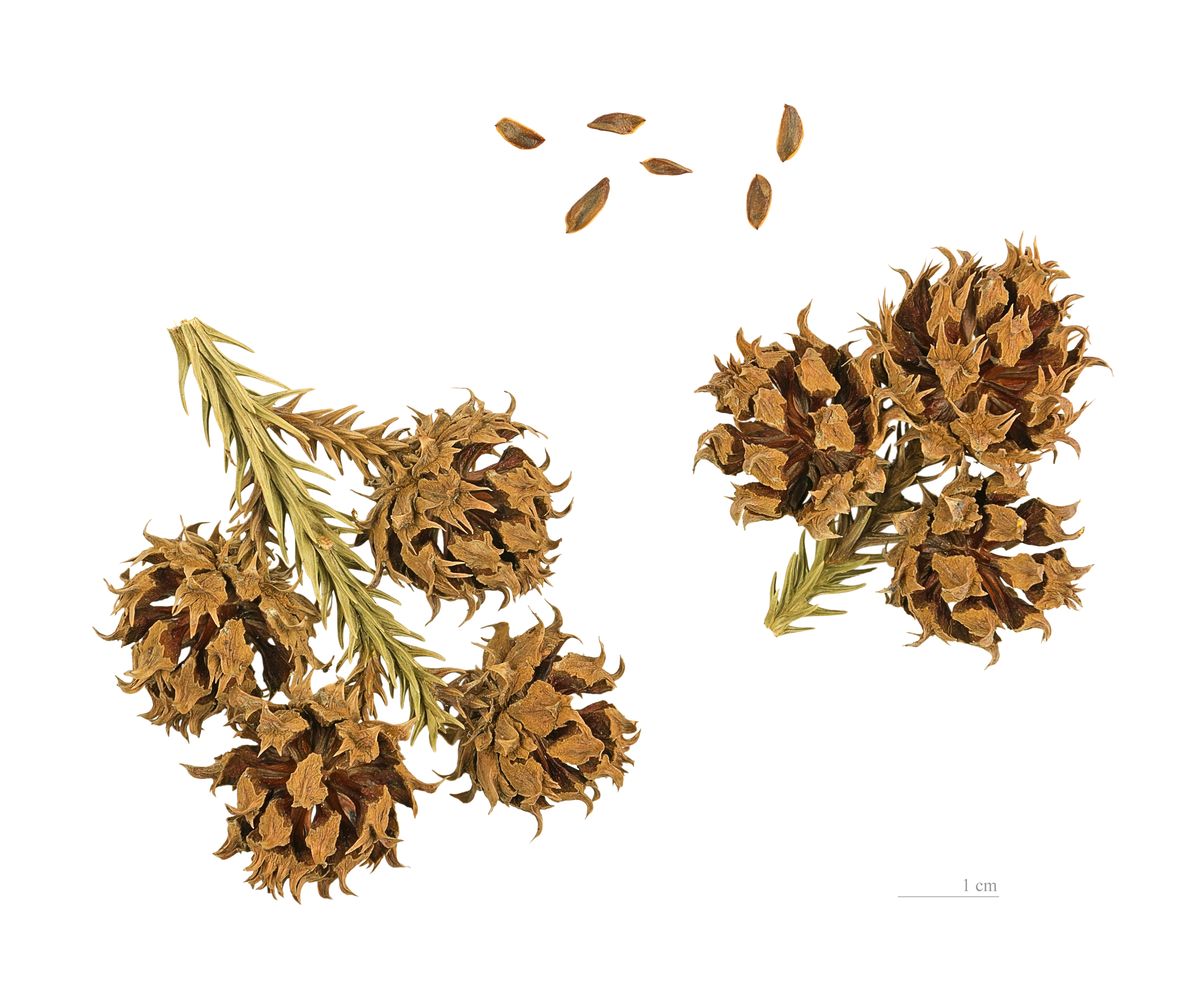
Kegels en zaden
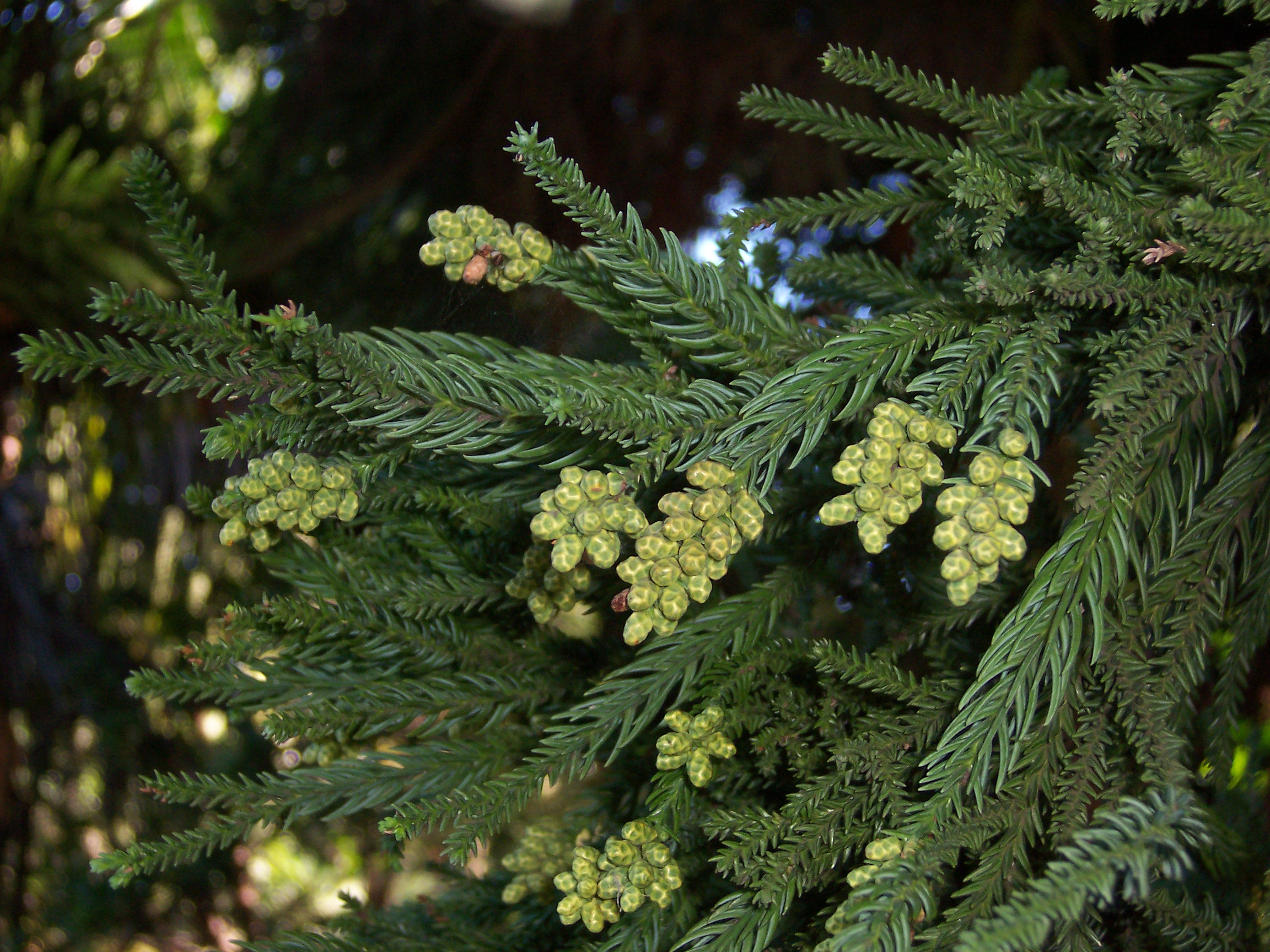
Naalden en mannelijke kegels
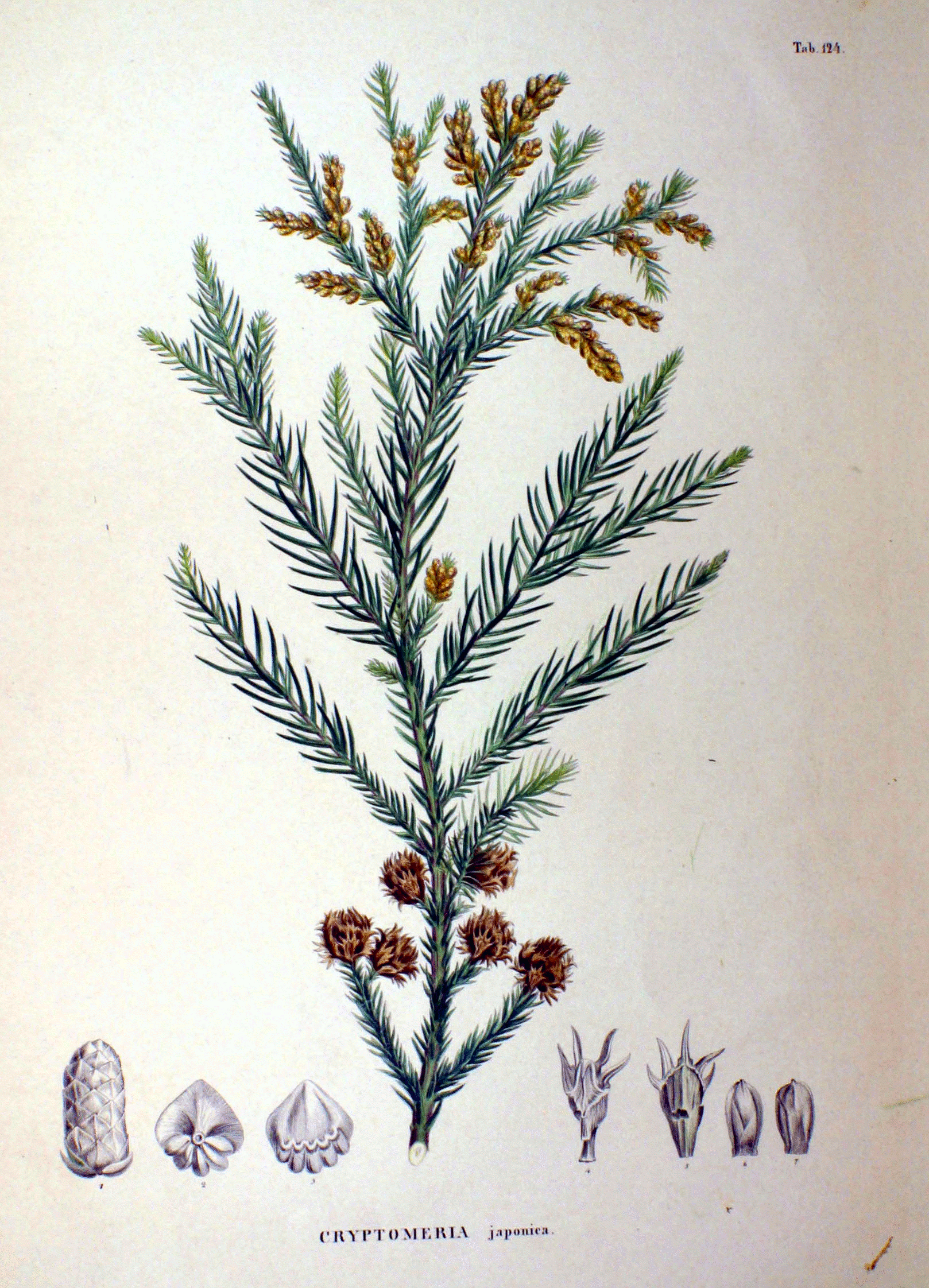
Botanische tekening
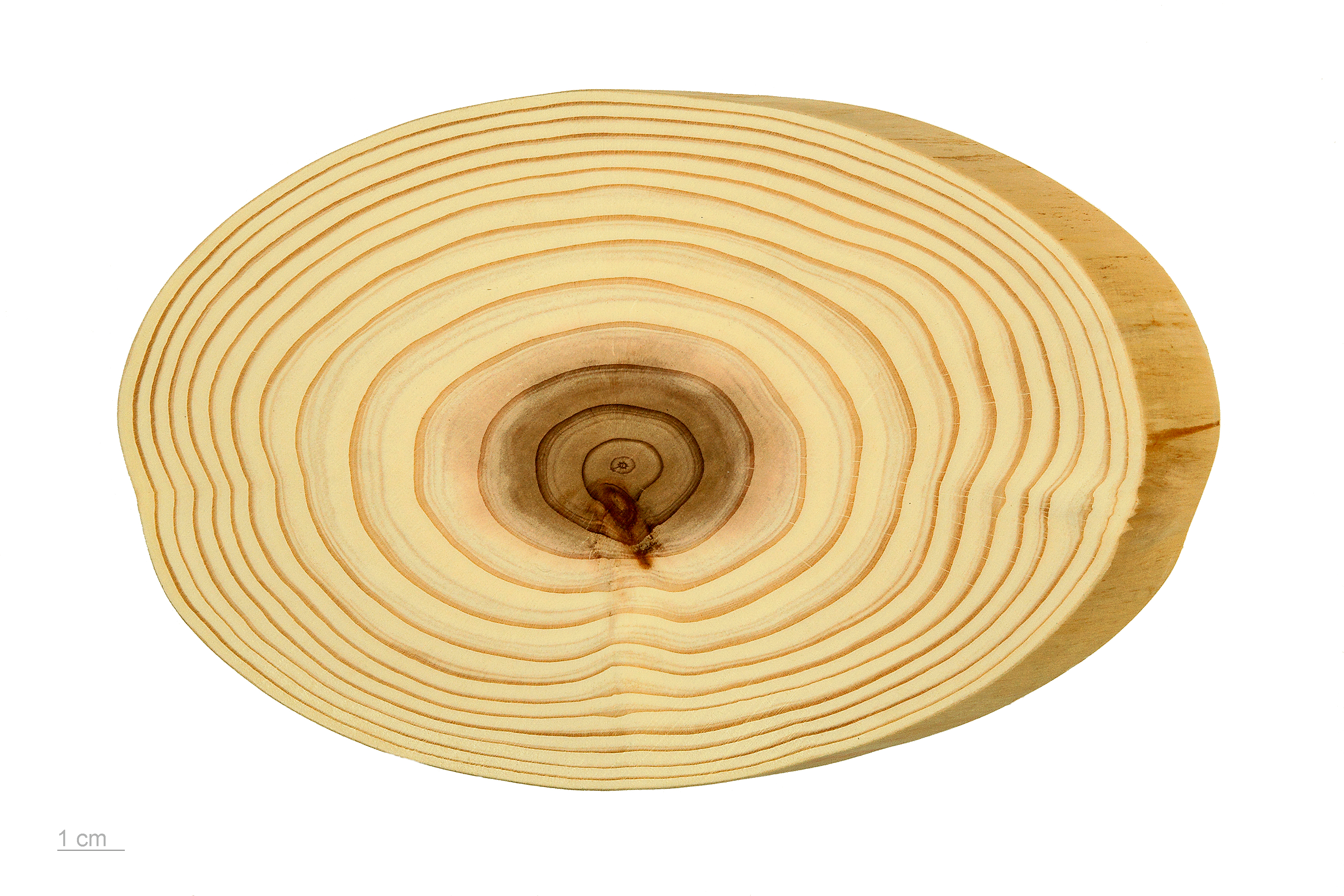
Dwarsdoorsnede van de stam